# پی ماهی
پی ماهی یک ستاره است که در صورت فلکی ماهی قرار دارد.